# Hans Haas (gewichtheffer)
Hans Haas (Wenen, 17 oktober 1906 - 14 mei 1973) was een Oostenrijkse gewichtheffer. Haas behoorde tot de absolute top van het gewichtheffen in de jaren 20 en 30 van twintigste eeuw.
In 1928 won hij in de klasse tot 70 kilo het goud tijdens de Olympische Spelen in Amsterdam, het goud moest hij delen met de Duitser Kurt Helbig. Vier jaar later won hij op de Olympische Spelen van Los Angeles in dezelfde klasse het zilver. Na zijn sportcarrière werd hij coach en begeleider van onder meer de Oostenrijkse bond.
1920: Alfred Neuland ·
1924: Edmond Décottignies ·
1928: Hans Haas & Kurt Helbig ·
1932: René Duverger ·
1936: Robert Fein & Anwar Mesbah ·
1948: Ibrahim Shams ·
1952: Tommy Kono ·
1956: Igor Rybak ·
1960: Viktor Boesjoejev ·
1964: Waldemar Baszanowski ·
1968: Waldemar Baszanowski ·
1972: Moecharby Kirzjinov ·
1976: Petro Korol ·
1980: Janko Roessev ·
1984: Yao Jingyuan ·
1988: Joachim Kunz ·
1992: Israel Militosjan ·
1996: Zhan Xugang ·
2000: Galabin Bojevski ·
2004: Zhang Guozheng ·
2008: Liao Hui ·
2012: Lin Qingfeng ·
2016: Shi Zhiyong ·
2020: Shi Zhiyong ·
2024: Rizki Juniansyah
- Gemeinsame Normdatei: 1214851045
- Virtual International Authority File: 687152865641304940009